# Campeonato Juvenil de Asia Oriental
El Campeonato Juvenil de Asia Oriental es el torneo de selecciones juveniles organizado por la Federación de Fútbol de Asia Oriental, en el cual forman parte las selecciones afiliadas a la federación.

## Historia
El torneo fue creado en el año 2013 cuya edición inaugural se jugó en la isla de Guam y participaron seis selecciones juveniles de la región, teniendo como primer campeón a Hong Kong.

## Ediciones Anteriores
| Año  | Sede            | Campeón   | Finalista    | 3º Lugar        | 4º Lugar |
| ---- | --------------- | --------- | ------------ | --------------- | -------- |
| 2013 | Guam            | Hong Kong | China Taipéi | Corea del Norte | Guam     |
| 2015 | Hong Kong       |           |              |                 |          |
| 2017 | Corea del Norte |           |              |                 |          |